# Вероника скардская
Вероника скардская (лат. Veronica scardica) — многолетнее травянистое растение, вид рода Вероника (Veronica) семейства Подорожниковые (Plantaginaceae).

## Распространение и экология
Ареал вида охватывает Центральную Европу, Балканский полуостров, Украину, Молдавию, Турцию, Ливию, Иран и Сирию.
Произрастает на сырых лугах.

## Ботаническое описание
Стебли у основания приподнимающиеся, восходящие или прямостоячие, тонкие, неясно четырёхгранные, высотой 5—20 (до 40) см, голые, полые, многочисленные, редко единичные, ветвящиеся или простые, с вытянутыми междоузлиями.
Нижние листья на коротких черешках, яйцевидные или округлые; средние и верхние на черешках или с суженным основанием, почти сидячие, яйцевидные или продолговато-ромбические, длиной 1—3 см, реже более крупные, голые, зубчатые или почти цельнокрайные, на верхушке острые.
Кисти пазушные, голые, при плодах рыхлые, с 10—20 расставленными коробочками; цветоножки тонкие, при плодах длиной 5—8 мм, отклонённые от оси соцветия почти под прямым углом, реже под острым, в 2—5 раз длиннее мелких, узколанцетных прицветников. Чашечка в два-три раза короче цветоножек, с острыми или обратнояйцевидно-продолговатыми долями; венчик едва превышают чашечку, бледно голубовато-сиреневые или ярко-голубые, с округлыми лопастями.
Коробочка округло-эллиптическая, несколько сжатая, с тонкими створками, длиной 2—3 мм, по ширине несколько превышает длину, голая, с маленькой выемкой на верхушке или без выемки, у верхушки и у основания туповатая, равна или почти равна чашечке. Семена многочисленные, эллиптические, плоско-выпуклые, сплюснутые, мелкие, бородавчатые, желтоватые, окаймлённые.

## Таксономия
Вид Вероника скардская входит в род Вероника (Veronica) семейства Подорожниковые (Plantaginaceae) порядка Ясноткоцветные (Lamiales). Ранее род Вероника обычно включали в семейство Норичниковые (Scrophulariaceae).
|  |                                      |  |                                                             |                                                             |                          |  | ещё 21 семейство (согласно Системе APG II) | ещё 21 семейство (согласно Системе APG II) |                        |  |  |  | ещё от 300 до 500 видов |
|  |                                      |  |                                                             |                                                             |                          |  | ещё 21 семейство (согласно Системе APG II) | ещё 21 семейство (согласно Системе APG II) |                        |  |  |  | ещё от 300 до 500 видов |
|  |                                      |  |                                                             | порядок Ясноткоцветные                                      |                          |  |                                            |                                            | род Вероника           |  |  |  |                         |
|  |                                      |  |                                                             | порядок Ясноткоцветные                                      |                          |  |                                            |                                            | род Вероника           |  |  |  |                         |
|  | отдел Цветковые, или Покрытосеменные |  |                                                             |                                                             | семейство Подорожниковые |  |                                            |                                            | вид Вероника скардская |  |  |  |                         |
|  | отдел Цветковые, или Покрытосеменные |  |                                                             |                                                             | семейство Подорожниковые |  |                                            |                                            |                        |  |  |  |                         |
|  |                                      |  | ещё 44 порядка цветковых растений (согласно Системе APG II) | ещё 44 порядка цветковых растений (согласно Системе APG II) |                          |  |                                            | ещё 90 родов                               | ещё 90 родов           |  |  |  |                         |
|  |                                      |  |                                                             | ещё 44 порядка цветковых растений (согласно Системе APG II) |                          |  |                                            |                                            | ещё 90 родов           |  |  |  |                         |